# Chiesa della Santissima Trinità (Palermo)

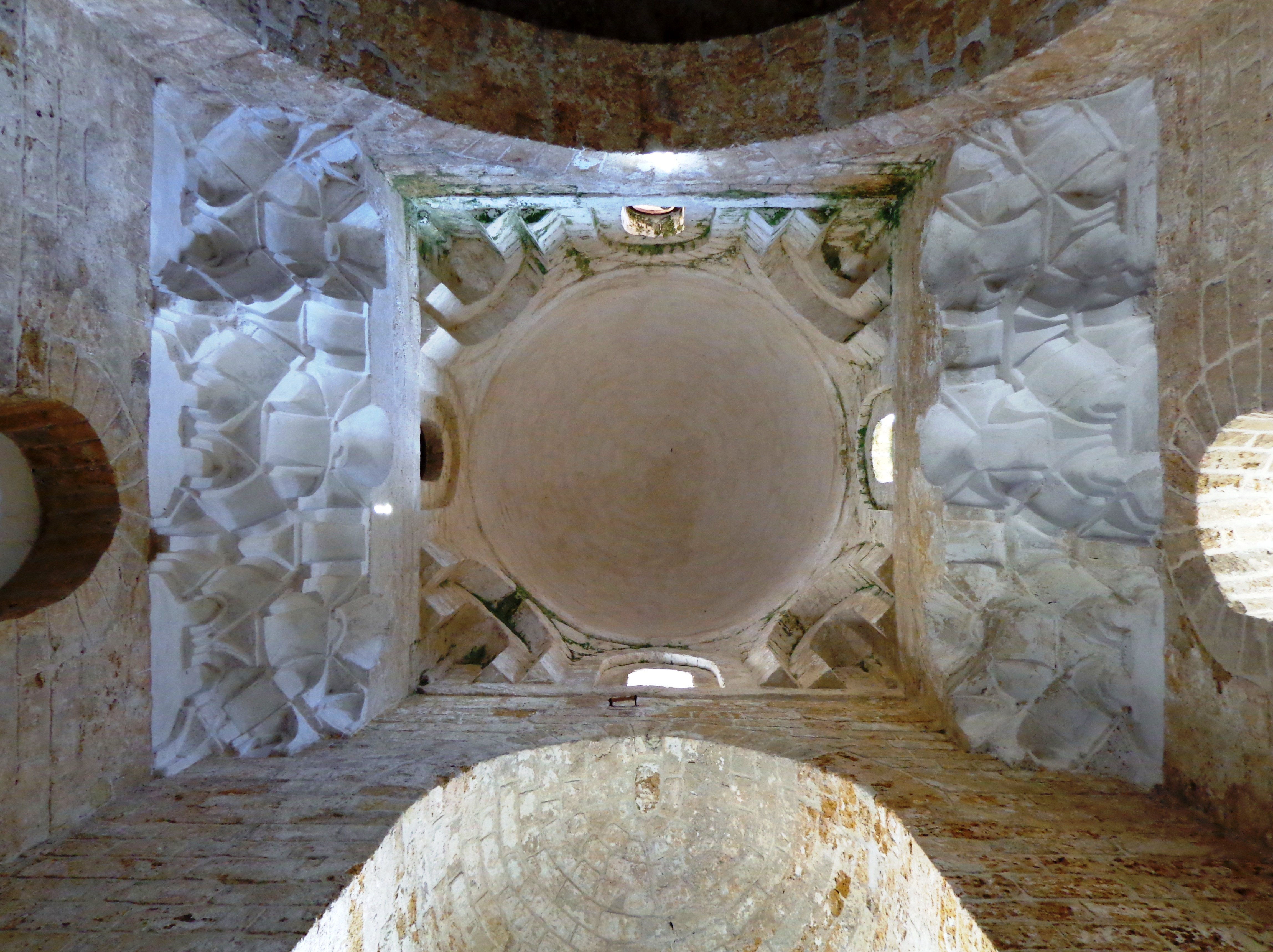
Muqarnas.

La chiesa della Santissima Trinità alla Zisa o Cappella palatina della Zisa è una chiesa normanna di Palermo. È ubicata quasi all'incrocio tra via Normanni, via Whitaker e piazza Zisa, nel quartiere Zisa, sulle alture della città, a settentrione del palazzo della Zisa.

## Storia
- 1175, L'edificio costituisce probabilmente la parte più antica dell'aggregato regio della Zisa, edificata sui ruderi di un refettorio di monastero bizantino, temporaneamente trasformata in moschea durante la dominazione araba. La trasformazione in luogo di culto cristiano avviene con Guglielmo I di Sicilia che decide di costruire sul terreno adiacente una residenza estiva. La costruzione diviene una cappella di palazzo, le prime notizie documentate identificano regnante Guglielmo II di Sicilia.
- 1399, Giovanni Guglielmo Ventimiglia, barone di Ciminna, insediato nell'importante carica di Gran Siniscalco, ovvero l'amministratore delle residenze reali e dei luoghi di delizia e svago del sovrano, intitola la chiesetta a Sant'Anna, in onore della santa alla quale la sua famiglia è particolarmente devota.
- XVIII secolo seconda metà, La chiesa di Gesù, Maria e Santo Stefano è costruita a ridosso dell'edificio esistente in aperto contrasto di stile architettonico con il preesistente luogo di culto. È ultimata dopo ripetute rivisitazioni nel 1803.

La costruzione più longeva, secondo gli schemi bizantini, volge l'abside a oriente. La seconda ribaltata offre all'osservatore il prospetto principale. Le due strutture per un lungo periodo costituiscono un unico complesso, la Cappella è adibita a sacrestia della chiesa più recente. Nel tempo entrambi gli edifici hanno subìto manomissioni per adattamenti al gusto delle varie epoche. Sottratti al culto pervengono ad utilizzazioni commerciali poco rispettose dei valori artistico - monumentali dei beni.
Nell'ultimo ventennio l'aggregato è stato oggetto di radicali opere di recupero e restauro. Oggi l'insieme rientra nelle disponibilità della vicina chiesa dell'Annunziata.

## Architettura
- Esterno. Le absidi in conci di tufo perfettamente assemblate e sormontate da una cupola. La Cappella dei Re Normanni era raggiungibile percorrendo un passaggio coperto oggi non più esistente che la collegava al vicino "Palazzo delle delizie".
- Interno. L'edificio a navata unica con l'abside affacciata sulla piazza. Nella parte orientale della costruzione è presente una cupola simile a quelle che delineano la fisionomia superiore della chiesa di San Giovanni degli Eremiti o della chiesa di San Giovanni dei Lebbrosi. Nella parte superiore della parete opposta all'altare si trovano due finestre dove i sovrani si affacciavano per assistere alla messa.

La cupola poggia su un tamburo interno ottagonale formato dall'alternanza di monofore e nicchie strombate, raccordato alle pareti da muqarnas nella porzione compresa tra l'arco trionfale e la parete della grande nicchia absidale.
Il soffitto presenta delle splendide volte a crociera. Un Crocifisso occupa il primitivo vano d'ingresso dal Palazzo Regio.

## Chiesa di Gesù, Maria e Santo Stefano
- 1803, La chiesa settecentesca presenta un prospetto piano contraddistinto da quattro paraste che incorniciano il portale. Oculo inscritto in un timpano, tutto sormontato da finestra. Un cornicione delimita un balcone con colonnine e vasi con globi di stile tipicamente barocco.

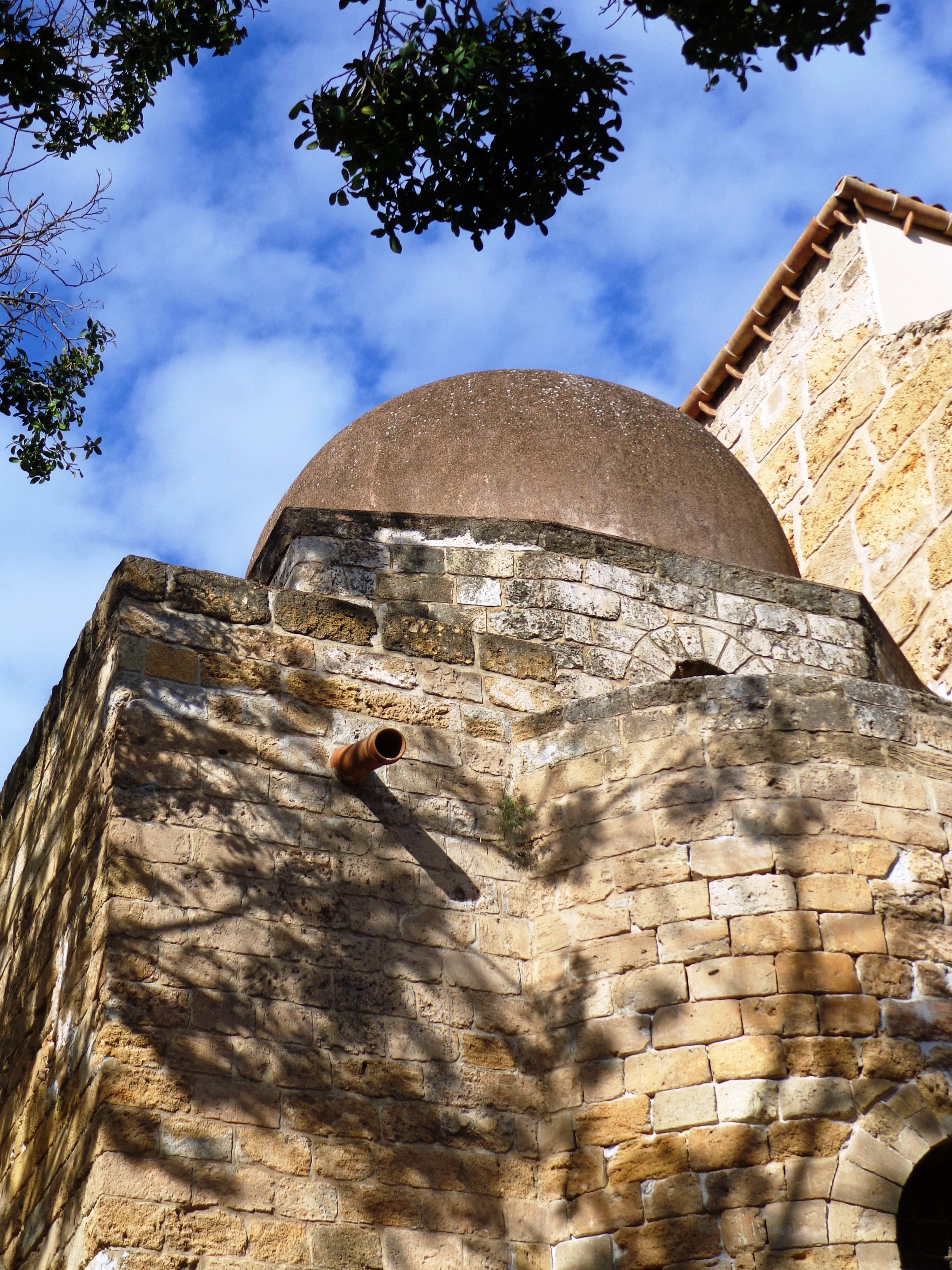
Cupola absidale, esterno.
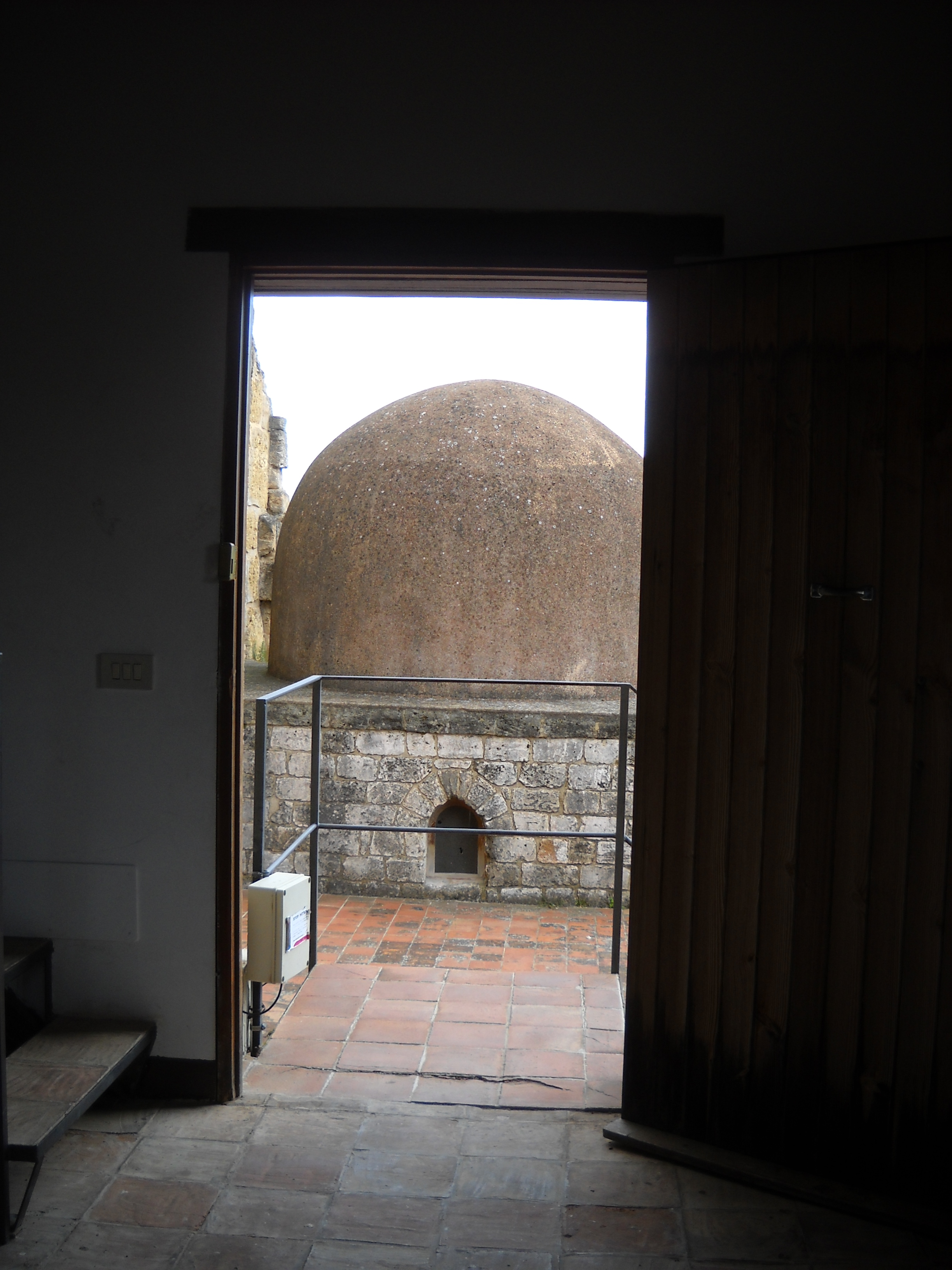
Chiesa della Santissima Trinità alla Zisa, cupola absidale vista dal tetto
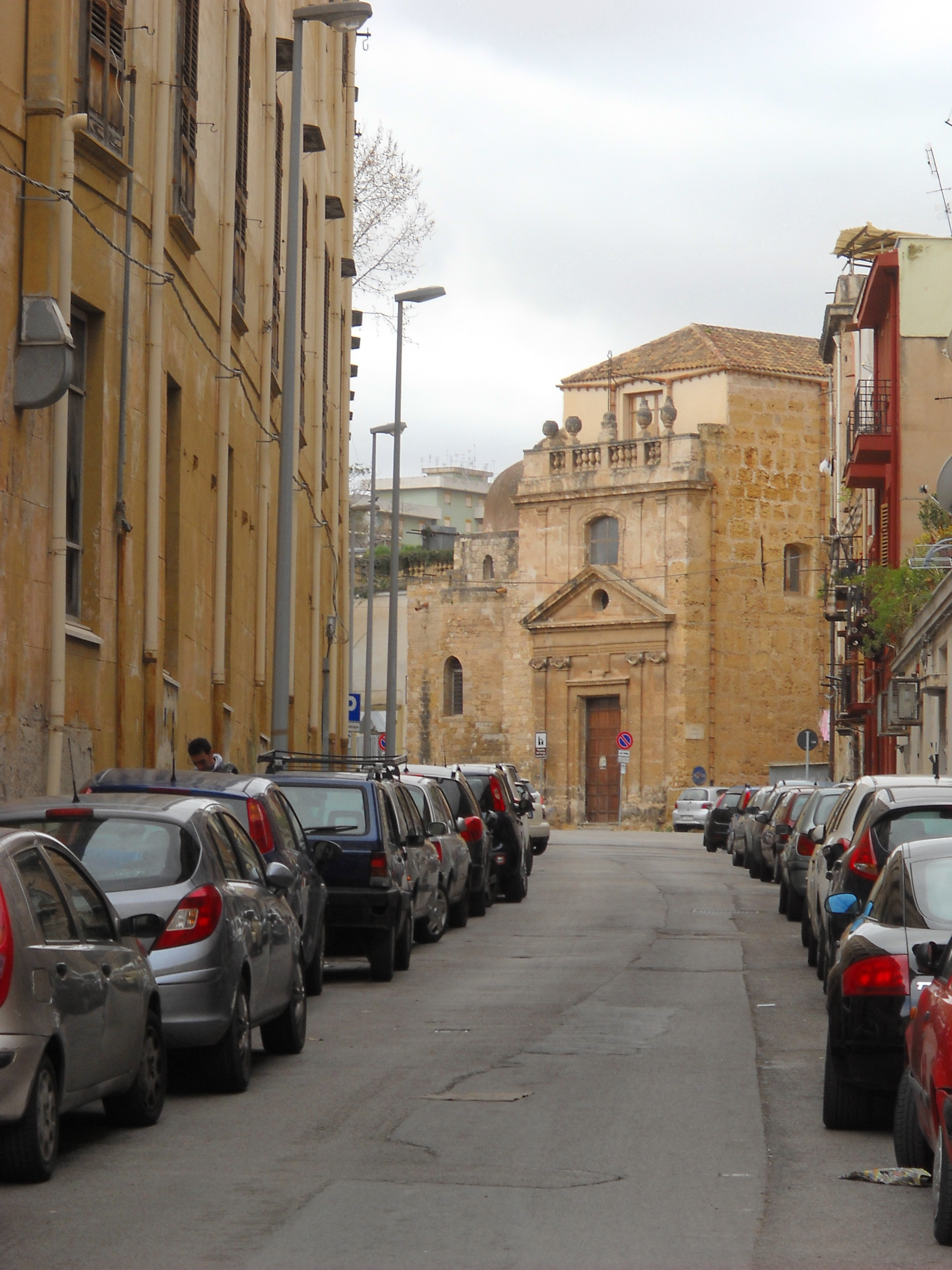
Abside della Chiesa della Santissima Trinità alla Zisa e facciata Chiesa di Santo Stefano alla Zisa, viste da via dei Normanni
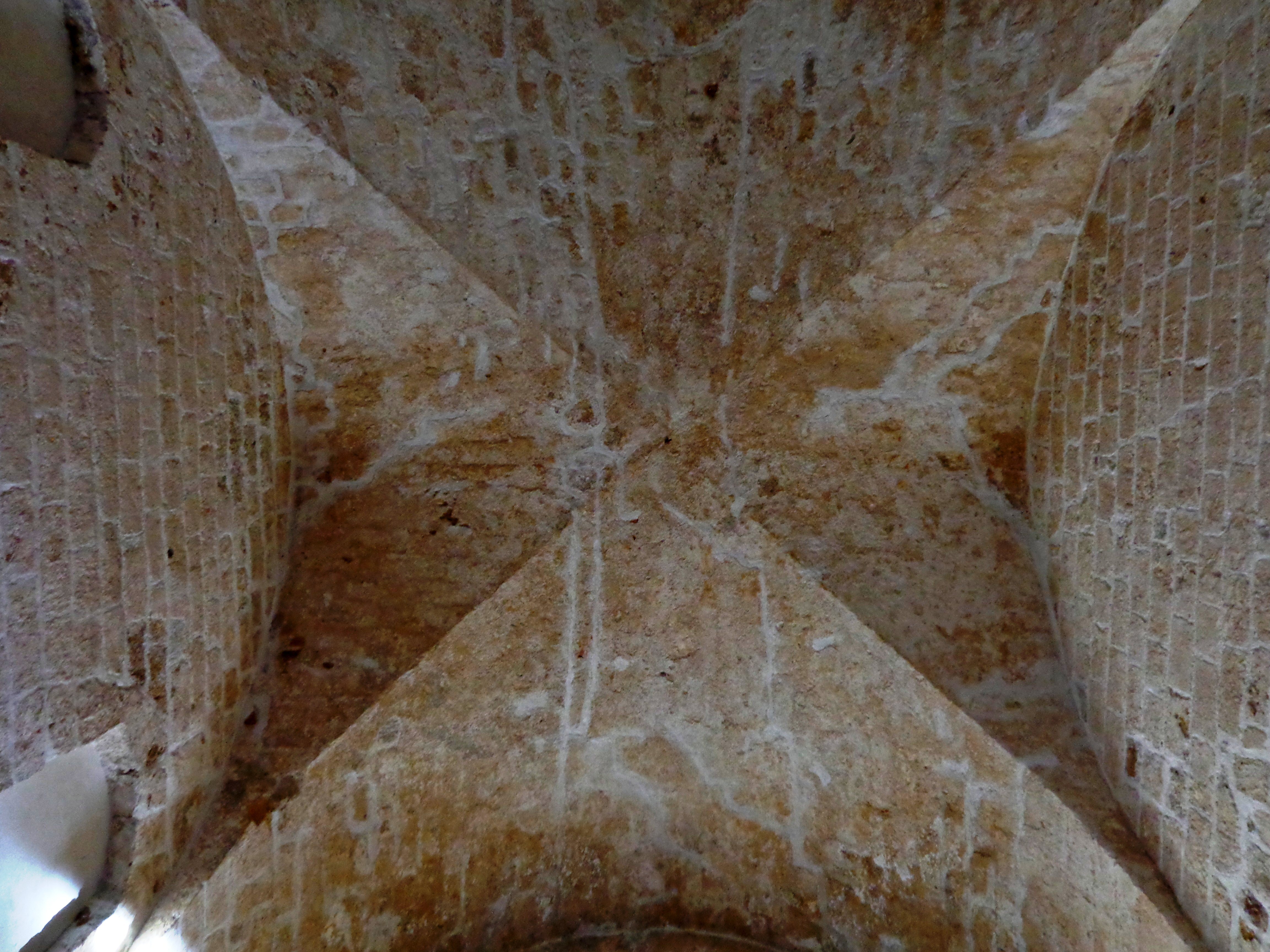
Volta a Crociera e vele.
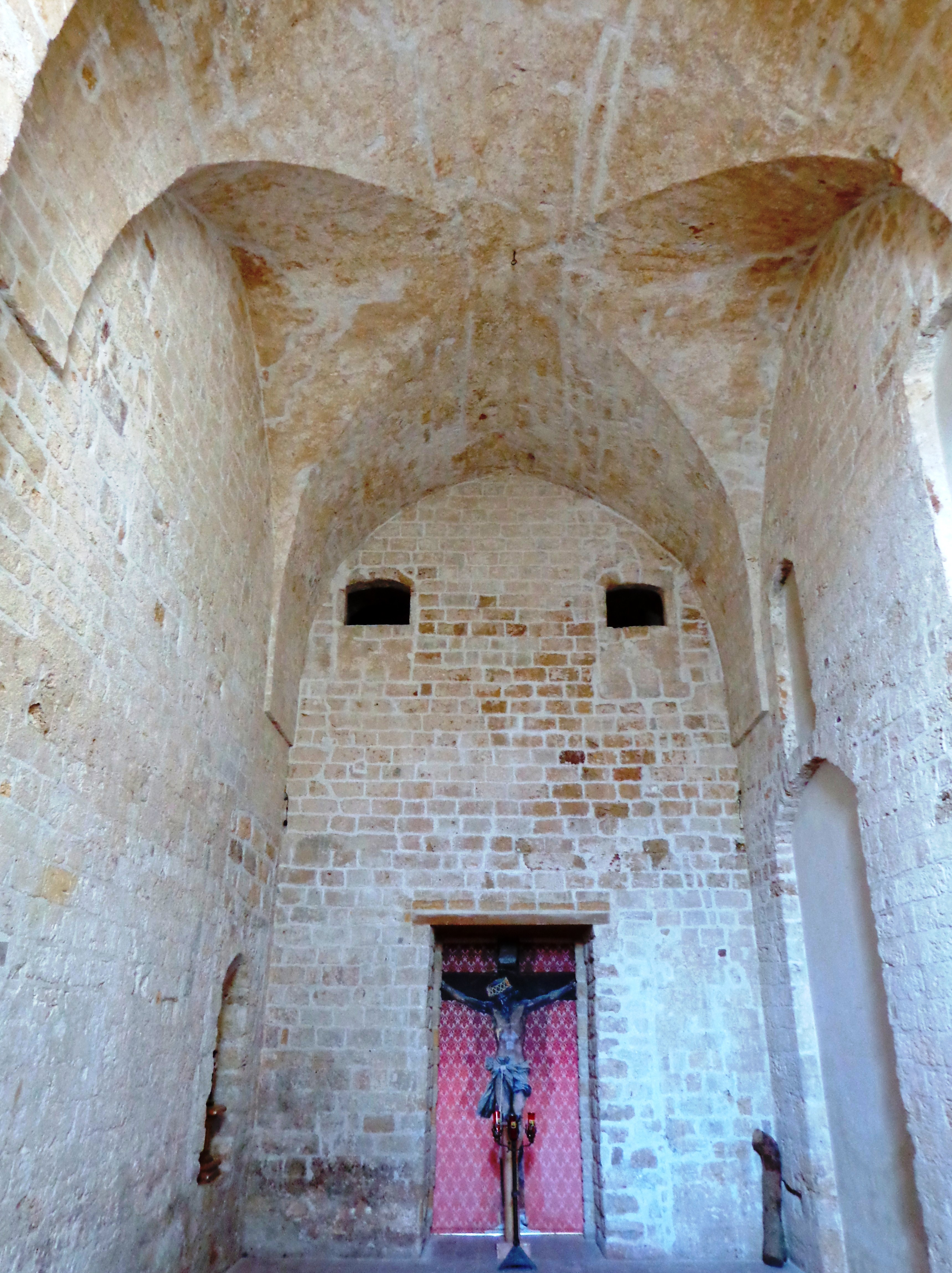
Volta a crociera, ingresso da Palazzo della Zisa.
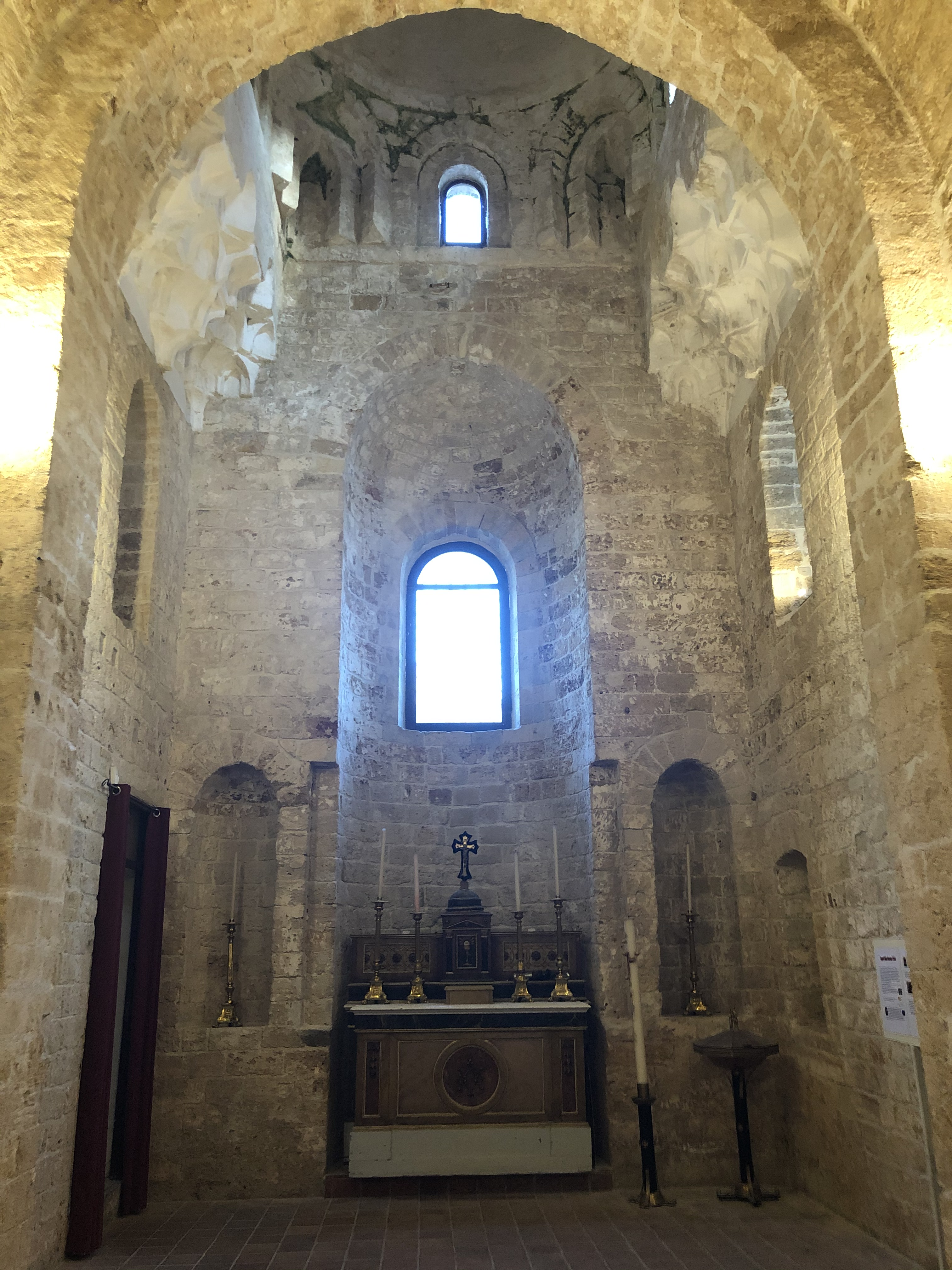
Abside.